# COVID-19-Pandemie in Belize
Die COVID-19-Pandemie in Belize tritt als regionales Teilgeschehen des weltweiten Ausbruchs der Atemwegserkrankung COVID-19 auf und beruht auf Infektionen mit dem Ende 2019 neu aufgetretenen Virus SARS-CoV-2 aus der Familie der Coronaviren. Die COVID-19-Pandemie breitet sich seit Dezember 2019 von China ausgehend aus. Ab dem 11. März 2020 stufte die Weltgesundheitsorganisation (WHO) das Ausbruchsgeschehen des neuartigen Coronavirus als Pandemie ein.

## Verlauf und Maßnahmen
Am 23. März 2020 wurde die erste COVID-19-Erkrankung in Belize bestätigt. Es handelte sich um eine belizische Frau, die aus Los Angeles, Kalifornien, nach San Pedro Town zurückkehrte. Im WHO-Situationsbericht tauchte dieser Fall erstmals am 24. März 2020 auf.
Im Lichte der jüngsten Ereignisse erklärte der Premierminister Dean Barrow im März 2020 den Ausnahmezustand für San Pedro. Einwohner von Ambergris Caye wurden unter Quarantäne gestellt. Nur bestimmte Arbeiter wurden berechtigt, die notwendigsten Aufgaben zu erfüllen. Zu diesem Zeitpunkt verfolgte das Gesundheitsministerium jeden Bürger, der Kontakt mit der belizanischen Frau hatte, die positiv auf COVID-19 getestet wurde.
Premierminister Dean Barrow hatte bereits am 20. März die Schulen geschlossen. Diese sollten zunächst am 20. April den Betrieb wieder aufnehmen, falls sich die Situation bis dahin entspannt hatte. Darüber hinaus verbot der Premierminister öffentliche Versammlungen von mehr als 25 Personen und schloss alle Grenzen. Alle Flüge von und nach Belize wurden mit Wirkung zum 23. März eingestellt. Nur notwendige Fracht konnte die Luftgrenzen noch überschreiten oder auf dem Seeweg an Land gelangen. Belizianer dürfen weiterhin nach Belize zurückkehren, aber die Einwohner dürfen das Land nur verlassen, wenn es sich um einen Notfall handelt.
Der zweite Fall wurde am 25. März bestätigt und hatte Kontakt mit dem ersten Fall. Der dritte Fall in Belize wurde am 29. März gemeldet. Es handelte sich um einem Reisenden, der aus New York City nach Belize City zurückkehrte. Der fünfte Fall wurde Anfang April 2020 bei einem belizischen Studenten bestätigt, der aus Florida in den USA nach Belize zurückkehrte. Er wurde in einer Quarantäneeinrichtung in Selbstisolation geschickt und zeigte keine Symptome.
Am 30. März wurde ein landesweiter Ausnahmezustand sowie eine Ausgangssperre zwischen 20 Uhr und 5 Uhr morgens verkündet.
Anfang April kündigte die Regierung an, dass die Grenzen für alle Reisenden, einschließlich belizischer Staatsangehöriger, mit Ausnahme von Notsituationen geschlossen werden. Andere Reisebeschränkungen, einschließlich Quarantänen, wurden bereits im März eingeführt.
Am 7. April 2020 tauchte erstmals ein COVID-19-bedingter Todesfall in Belize im WHO-Situationsbericht auf. Bis zum 23. April 2020 wurden von der WHO 18 COVID-19-Erkrankungen und zwei COVID-19-bedingte Todesfälle in Belize bestätigt.
Am 5. Mai 2020 wurde der letzte aktive Fall von COVID-19 in Belize gesund. Damit ist das Land, mit Stand 13. Mai 2020, neben Suriname, Papua-Neuguinea und Mauritius das vierte, welches keinen aktiven Fall von COVID-19, nach bestätigten Infektionen, aufweist.
Angesichts der Pandemie wurde die für das Jahr 2020 geplante Volkszählung auf 2021 verschoben.

### Impfung
Der Impfplan von Belize besteht aus fünf Phasen, die in die folgenden Prioritäten eingeteilt sind: (1) Mitarbeiter des Gesundheitswesens, Mitglieder der Nationalversammlung und der Justiz, (2) Polizei, Zollbeamte, Einwanderungsbeamte, Mitarbeiter im Tourismus, Lehrer, Transportarbeiter, Gefängniswärter, (3) Belize Defence Force, Küstenwache, Feuerwehrleute, Mitarbeiter von Versorgungsunternehmen, (4) alle anderen öffentlichen Bediensteten, (5) alle Erwachsenen. Obwohl Belize seine Impfkampagne nur sechs Wochen nach der Verabreichung der ersten Dosis in Zentralamerika begonnen hat, steht Belize in der Region an vierter Stelle im Kampf gegen Covid-19. Am 21. Juni 2021 waren 5,11 Personen pro 100 Einwohner vollständig geimpft. Tatsächlich waren Anfang Mai 2021 bereits 67.000 der 100.800 Dosen des Impfstoffs von AstraZeneca/Oxford eingetroffen, die Belize über den COVAX-Mechanismus zugeteilt worden waren. Zusätzlich hat Belize eine Spende von 10.000 Dosen des Impfstoffs von Sinopharm aus den Vereinigten Arabischen Emiraten erhalten.

## Statistik
Die Fallzahlen entwickelten sich während der COVID-19-Pandemie in Belize wie folgt:

### Infektionen

Bestätigte Infizierte in Belize nach Daten der WHO. Oben kumuliert, unten Tageswerte

### Todesfälle

Bestätigte Todesfälle in Belize nach Daten der WHO. Oben kumuliert, unten Tageswerte